# Île Mabon
Pour les articles homonymes, voir Mabon.
L'Île Mabon (appelée aussi île Lemaire ou île Misery) est une des anciennes îles de Loire de Nantes, en France, et qui est aujourd'hui disparue.

## Situation
Elle se trouvait à l'ouest de l'un des bras de la Loire, baptisé « bras de la Madeleine », entre les actuels quais des Antilles et Marquis-d'Aiguillon. Vers les années 1880, l'île mesurait 260 mètres de long pour 60 large.

## Historique
Durant la grande épidémie de peste qui fit rage dans la ville entre 1625 et 1627, le sanitat de Nantes y installe rapidement des loges en bois pour y accueillir les convalescents. Le premier nom de cette île baptisée « Misery » viendrait de cette époque.
Sur un plan de Louis Jouaneaulx en 1722, elle est nommée « Pré Lévêque », puis elle rebaptisé « île Lemaire » lorsqu'elle rachetée par le sieur H. Lemer en 1734,.
Le 25 septembre 1741, elle est revendue au sieur Lemballeur de la Roche, puis le 6 juin 1761, dame Vatard la rachète à son tour. Les sieurs Rolland Hubert (1736-1782), marguillier de la paroisse de Saint-Martin de Chantenay, et Jean Baudoux, constructeurs de navires associés, en font l'acquisition le 19 avril 1776, mais la vente n’est confirmé qu’en 1783. À cette époque la superficie de l'île est de 9 362 m2,.
En 1808, un constructeur de bateaux, Francisque Mabon, établit depuis 1793 sur le quai Marquis-d'Aiguillon vint s’installer sur l’île qui change alors de nom pour celui de « île Mabon ». Dans l’annuaire on mentionne « Frères Mabon, constructeurs ». Ceux-ci demeurèrent dans l’île jusqu’en 1822,.
Le 14 juillet 1826, monsieur Delaporte acquiert la propriété dont la surface a été agrandie grâce aux alluvions, pour atteindre les 3 hectares et 8 ares, superficie qui ne bougera pas jusqu’à sa disparition. Elle est constituée par deux parcelles de pré et une vaste oseraie. En 1849, l'île a un nouveau propriétaire Frédéric Bertrand,.
Le 24 juillet 1879, l’État prend possession de l'île en l’achetant à François Briau, directeur de la Compagnie des chemins de fer nantais. À cette époque et jusqu'au tout début du XXe siècle, l’île Mabon est un îlot de verdure, lieu de promenade dominicale des nantais qui sont accueillis dans des guinguettes ; les pêcheurs d’aloses et de saumons y exercent leurs activités. Mais la nuit tombante, l’endroit sert de refuge aux marginaux, contrebandiers et petits trafiquants en tous genres.
Afin de répondre aux besoins de la navigation fluviale en facilitant l'entrée du port de Nantes, on envisage la disparition de l'île dès 1902. Les travaux d'arasement entrepris dans les mois qui suivent, permettent aux gravats de combler la Boire de Toussaint, bras de Loire séparant l'île de Grande Biesse de l'île de Petite Biesse, deux composantes de l'actuelle île de Nantes.

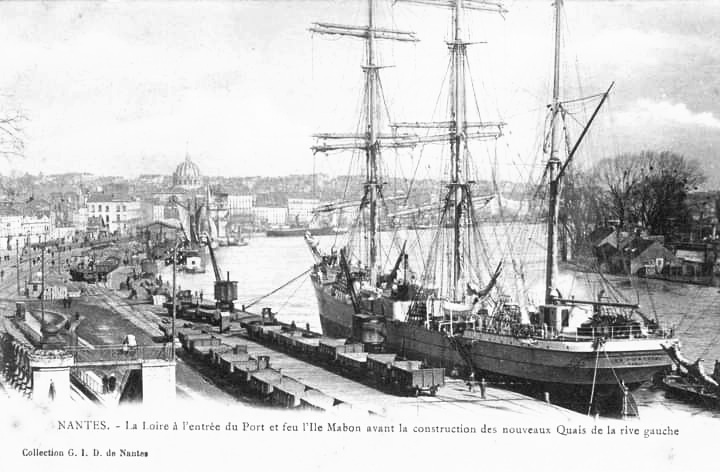
Quai Marquis-d'Aiguillon et l'île Mabon avant son arasement en 1902

Depuis 1975, la « rue Anne-de-Bretagne » située sur l'île de Nantes est rebaptisée rue de l'Île-Mabon afin de perpétuer le souvenir de cette dernière. En 2005, un square portant le nom de cette île y fut aménagé.